# 함정 (1999년 영화)
《함정》(영어: Arlington Road)은 미국에서 제작된 마크 펠링턴 감독의 1999년 네오누아르 미스터리 스릴러 드라마 영화이다. 제프 브리지스, 팀 로빈스 등이 출연하였고, 피터 새뮤얼슨 등이 제작에 참여하였다.

## 줄거리
조지 워싱턴 대학교에 재직 중인 역사학 교수 마이클은 특히 테러리즘이 전문 분야이다. 연방 수사국(FBI) 요원인 아내가 루비능선 대치와 유사한 상황에 휘말려 사망한 뒤 마이클은 9살짜리 아들을 홀로 키우게 된다.
어느 날 마이클은 폭죽에 다친 이웃 아이를 구조하면서 아이의 부모인 구조 공학 기사 올리버와 가정주부인 아내 셰릴을 알게 된다. 올리버는 대화 중에 반정부 견해를 내비치며 열변을 토한다. 이후 올리버가 일하고 있다는 프로젝트와 무관한 건물의 청사진이 발견되는 등 미심쩍은 정황들이 포착되자 마이클은 이들 부부가 테러리즘 음모와 연관돼 있다는 의심을 키워 나간다.

## 출연진
- 제프 브리지스 - 마이클 패러데이 역
- 팀 로빈스 - 올리버 랭/윌리엄 페니모어 역
- 조앤 큐색 - 셰릴 랭/페니모어 역
- 호프 데이비스 - 브룩 울프 역
- 로버트 고싯 - FBI 요원 휫 카버 역
- 스펜서 트리트 클라크 - 그랜트 패러데이 역
- 메이슨 갬블 - 브레이디 랭/페니모어 역
- 스탠리 앤더슨 - 아처 스코비 박사 역

## 기타 제작진
- 공동 제작: 진 히긴스, 리처드 S. 라이트
- 협력 제작: 엘런 덕스, 제임스 매퀘이드
- 배역: 엘런 체노웨스, 캐슬린 쇼팬, 트레이시 캐플런
- 미술: 터리스 디프레이
- 의상: 제니퍼 배럿 펠링턴
- 추가 작곡: 톰앤드앤디
- 사운드디자인: 랜디 톰

## 우리말 녹음
MBC 성우진 (2003년 3월 29일)
- 신성호 - 마이클 패러데이 (제프 브리지스)
- 이종혁 - 올리버 랭 (팀 로빈스)
- 이미자 - 셰릴 랭 (조앤 큐색)
- 이선주
- 이윤연
- 윤성혜
- 김아영
- 박선영
- 최한
- 문남숙
- 박신희
- 방성준
- 이원찬
- 정재헌
- 조현정